# 아닙스키군

아닙스키군의 위치

아닙스키군(러시아어: Анивский район)은 사할린주의 남동쪽에 위치한 군이다. 중심지는 아니바이다. 2001년 1월 1일, 아닙스키군의 인구는 1만5,600명이다. 삼림이 우거져 있다. 임업, 가스 생산, 어업, 채굴업, 목축업 등을 주로 한다.